# Filipe de Milly
Filipe de Milly, também conhecido como Filipe de Neápolis ou Filipe de Nablus (em latim: Philippus Neapolitanus; c. 1120 — 3 de abril de 1171) foi barão no Reino de Jerusalém e o sétimo grão-mestre dos Cavaleiros Templários. Brevemente contratou o trovador Pedro Bremon na Terra Santa.

## Vida

### Primeiros anos
Filipe era filho de Guido de Milly, um cavaleiro de origem incerta, que testemunhou uma dúzia de cartas reais no Reino de Jerusalém entre 1108 e 1126. Guido tinha feudos na propriedade real em torno de Nablus e Jerusalém. A esposa de Guido era uma nobre flamenga chamada Estefânia, segundo a Linhagens do Ultramar do final do século XIII. A mesma fonte afirma que Filipe foi o filho mais velho, mas a alcunha de seu irmão, Guido-Francigena ("nascido na França")- implica que Guido foi o irmão mais velho de Filipe, nascido antes de seus pais irem à Terra Santa. A Linhagens do Ultramar também afirma que era sobrinho de Pagano, o Mordomo, mas nenhuma outra fonte primária refere-se a Pagano como seu tio.
A data da morte de Guido é incerta, mas provavelmente ainda estava vivo no começo da década de 1130. Filipe herda as propriedades de seu pai em torno de Nablus. Ele casou-se com uma nobre chamada Isabel antes de 1144. Seu nome é a única coisa que se sabe sobre ela, mas Steven Runciman escreve que era parente de Maurício da Transjordânia. Filipe aparece pela primeira vez em carta régia em 1138. A ausência de Filipe e seus irmãos nas listas de testemunhas das cartas na década de 1130 mostra que podem não ter assegurado a posição de seu pai durante o reinado de Fulque. Fulque tomou o trono através de seu casamento com Melisenda e nomeou seus próprios homens aos ofícios mais importantes.

### Vassalo régio

#### Senhor de Nablus

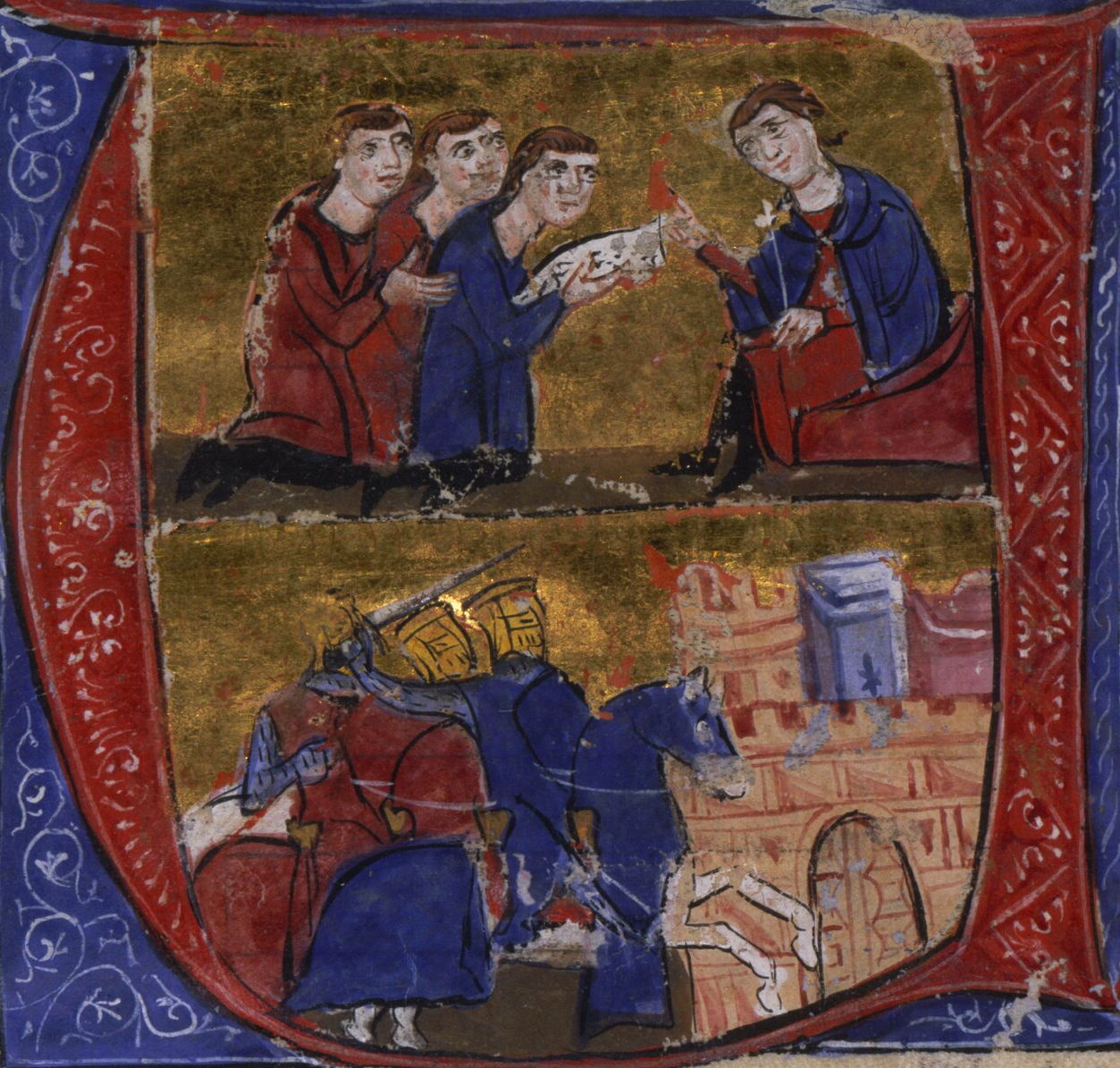
Iluminura da História de Guilherme de Tiro. Em cima: recebe a embaixada de, cujas negociações resultaram no envio de uma força para invadir o Egito. Em baixo: chegada dos cruzados ao Egito

A carreira de Filipe começou apenas após a morte de Fulque e Melisenda tornar-se a governante de Jerusalém. Ele foi mencionado pela primeira vez como senhor de Nablus em 1144. Mais tarde naquele ano, a rainha nomeou-o junto com o príncipe Elinardo e Manassés de Hierges para liderar um exército para aliviar Edessa, mas Zengui capturou a cidade antes deles chegarem. Durante os anos seguintes, tomou mais feudos, incluindo as terras nas colinas próximo de Nablus e Tiro. Em 1148, após a chegada da Segunda Cruzada, Filipe participou no conselho que se reuniu em Acre, onde ele e outros barões locais foram ignorados na decisão fatal de atacar Damasco.
Junto com a poderosa família Ibelin, Filipe foi o apoiante de Melisenda durante seu conflito com seu filho Balduíno III. Na divisão do reino em 1151, Melisenda ganhou controle de sua porção sul, incluindo Nablus. Apesar dessa organização, Filipe apoiou Balduíno durante o Cerco de Ascalão em 1153. Ele conferiu propriedades à Ordem de São Lázaro em 1153. Desde 1155, Filipe foi regularmente listado entre as testemunhas das cartas e Balduíno. Ele participou no alívio de Banias em junho de 1157, mas ele e suas tropas logo retornaram para casa, e não estiveram presentes na subsequente emboscada de Noradine a Balduíno no Vau de Jacó.

#### Senhor da Transjordânia
Filipe trocou o Senhorio de Nablus com Balduíno pela Transjordânia em 31 de julho de 1161. Como Melisenda esta morrendo, o acordo foi confirmado por sua irmã, Hodierna, em seu nome. O rei reteve as receitas as caravanas e as tribos beduínas que cruzavam a Transjordânia. Um dos vassalos de Filipe, João Gothman, foi obrigado a jurar fidelidade diretamente ao rei. Filipe fortaleceu o Castelo de Caraque com fosso e torres. Ele fez uma peregrinação ao Mosteiro de Santa Catarina no monte Sinai no começo da década de 1160.

### Cavaleiro templário
Filipe juntou-se a ordem militar dos cavaleiros templários em janeiro e 1166, dando-lhes porção significativa da Transjordânia, incluindo o Castelo de Amã. Agindo contra a decisão dos templários, Filipe juntou-se na invasão do Egito de Amalrico I em 1167. A família Ibelin mais tarde lembrou de um evento durante o Cerco de Bilbeis no qual Filipe salvou a vida de Hugo de Ibelin, que havia quebrado sua perna quando seu cavalo caiu em um fosso. Os templários como um todo recusaram-se ajudar na invasão, e o rei culpou-os pela fracasso da expedição. Após a morte do grão-mestre Bertrando de Blanchefort em janeiro de 1169, Amalrico pressionou-os para eleger Filipe em seu lugar em agosto daquele ano. Com a eleição de Filipe, Amalrico readquiriu o apoio templário à invasão do Egito, mas pelo fim do ano Amalrico foi forçado a se retirar. Por razões desconhecidas Filipe resignou em 1171, e foi sucedido por Odo de Saint Amand. Filipe acompanhou Amalrico a Constantinopla como embaixador ao imperador Manuel I (r. 1143–1180) de modo a restaurar as boas relações após o fracasso da expedição egípcia. Ele provavelmente morreu em 3 de abril, antes de chegar em Constantinopla.

## Família
A vila pessoal de Filipe é amplamente desconhecido. Guilherme de Tiro descreve-o como um dos "homens bravos, valente em armas e treinado desde seus primeiros anos na arte da guerra" que acompanhou Amalrico ao Egito. Com sua esposa Isabel teve um filho, Reinaldo (que viveu além dele), e duas filhas, Helena e Estefânia. Isabel provavelmente morreu em 1166, o que pode ter levado a decisão de Filipe em tomar votos como irmão dos cavaleiros templários. Suas terras foram herdadas por sua filha mais velha Helena, esposa do senhor de Beirute Gualtério III, e após a morte de Gualtério, por Estefânia e seus maridos.